# Гоголаури, Гурам Захарьевич
Гурам Захарьевич Гоголаури (род. 28 апреля 1944 или 15 апреля 1944, Манави) — советский дзюдоист, призёр чемпионатов СССР и Европы, чемпион и призёр чемпионатов Европы в командном первенстве, участник летних Олимпийских игр 1972 года в Мюнхене. Заслуженный мастер спорта СССР (1974).

## Биография
Выступал за Вооружённые Силы (Тбилиси). Член сборной команды страны в 1971-1974 годах. В 1974 году оставил большой спорт.

## Спортивные результаты
- Летние Олимпийские игры 1972 года — 5 место;
- Чемпионат СССР по дзюдо 1973 года — ;
- Чемпионат СССР по дзюдо 1974 года — ;